# Liberty Heights
Liberty Heights is een Amerikaanse dramafilm uit 1999 onder regie van Barry Levinson.

## Verhaal
In 1954 vinden er veel maatschappelijke veranderingen plaats in de Verenigde Staten. Ook het Joodse gezin Kurtzman ondergaat die veranderingen. Zo wordt Ben Kurtzman verliefd op Sylvia, de enige zwarte leerlinge op de school van de Joodse wijk van Baltimore.

## Rolverdeling
| Acteur              | Personage        |
| ------------------- | ---------------- |
| Adrien Brody        | Van Kurtzman     |
| Ben Foster          | Ben Kurtzman     |
| Orlando Jones       | Melvin           |
| Bebe Neuwirth       | Ada Kurtzman     |
| Joe Mantegna        | Nate Kurtzman    |
| Rebekah Johnson     | Sylvia           |
| David Krumholtz     | Yussel           |
| Richard Kline       | Charlie          |
| Vincent Guastaferro | Pete             |
| Justin Chambers     | Trey Tobelseted  |
| Carolyn Murphy      | Dubbie           |
| James Pickens jr.   | Vader van Sylvia |
| Frania Rubinek      | Oma Rose         |
| Anthony Anderson    | Scribbles        |
| Kiersten Warren     | Annie            |